# نوزاد (فیلم ۱۹۷۳)
نوزاد (انگلیسی: The Baby) فیلمی در ژانر ترسناک و مهیج به کارگردانی تد پست است که در سال ۱۹۷۳ منتشر شد. از بازیگران آن می‌توان به آنجانته کامر و ماریانا هیل اشاره کرد.